# Faith Ringgold
Faith Ringgold (Harlem, 8 de outubro de 1930 – Englewood, 13 de abril de 2024) foi uma pintora, escritora, escultora de mídia mista e artista performática americana, mais conhecida por suas colchas narrativas.

## Vida pregressa
Faith Ringgold nasceu como a caçula de três filhos em 8 de outubro de 1930, no Harlem Hospital Center, em Nova Iorque.:24 Seus pais, Andrew Louis Jones e Willi Posey Jones, eram descendentes de famílias da classe trabalhadora deslocadas pela grande migração afro-americana. A mãe de Ringgold era designer de moda e seu pai, além de ter vários empregos, era um ávido contador de histórias. Eles a criaram em um ambiente que encorajava sua criatividade. Após o Renascimento do Harlem, a casa de infância de Ringgold no Harlem foi cercada por uma cena artística próspera - onde figuras como Duke Ellington e Langston Hughes viviam ao virar da esquina.:27 Seu amigo de infância, Sonny Rollins, que se tornaria um proeminente músico de jazz, costumava visitar sua família e tocar saxofone em suas festas.:28 Por causa de sua asma crônica, Ringgold explorou a arte visual como um passatempo importante com o apoio de sua mãe, muitas vezes fazendo experiências com giz de cera quando jovem.:24 Ela também aprendeu a costurar e trabalhar criativamente com tecidos de sua mãe. Ringgold afirma que, apesar de sua criação na era da Grande Depressão, "isso não significava que [ela] era pobre e oprimida" - ela era "protegida da opressão e cercada por uma família amorosa".:24 Com todas essas influências combinadas, a arte futura de Ringgold foi muito afetada pelas pessoas, poesia e música que ela experimentou em sua infância, bem como pelo racismo, sexismo e segregação com os quais ela lidou em sua vida cotidiana.:9
Em 1948, devido à pressão de sua família, Ringgold se matriculou no City College de Nova York para se formar em arte, mas foi forçada a se formar em educação artística, já que o City College só permitia que mulheres se matriculassem em certos cursos.:134 Em 1950, ela se casou com um pianista de jazz chamado Robert Earl Wallace e teve duas filhas, Michele e Barbara Faith Wallace, em 1952. Ringgold e Wallace se separaram quatro anos depois devido ao vício em heroína.:54 Nesse ínterim, ela estudou com os artistas Robert Gwathmey e Yasuo Kuniyoshi. Ela também foi apresentada ao gravurista Robert Blackburn, com quem colaboraria em uma série de gravuras 30 anos depois.:29
Em 1955, Ringgold recebeu seu diploma de bacharel no City College e logo depois lecionou no sistema de escolas públicas da cidade de Nova York. Em 1959, ela concluiu o mestrado no City College e partiu com a mãe e as filhas em sua primeira viagem à Europa. Enquanto viajava para o exterior em Paris, Florença e Roma, Ringgold visitou muitos museus, incluindo o Louvre. Este museu em particular inspirou sua futura série de pinturas acolchoadas conhecida como Coleção Francesa. Esta viagem foi interrompida abruptamente, no entanto, devido à morte prematura de seu irmão em 1961. Faith Ringgold, sua mãe e suas filhas voltaram aos Estados Unidos para o funeral dele.:141 Ela se casou com Burdette Ringgold em 19 de maio de 1962.
Ringgold visitou a África Ocidental duas vezes: uma vez em 1976 e novamente em 1977. Essas viagens influenciariam profundamente sua confecção de máscaras, pinturas de bonecas e esculturas.

## Carreira

Flying Home Harlem Heroes and Heroines, mosaico por Faith Ringgold representando figuras do Harlem. Na estação da 125th Street do metrô de Nova York.

A prática artística de Faith Ringgold é extremamente variada – da pintura de colchas, das esculturas e artes performáticas aos livros infantis. Como educadora, ela lecionou no sistema de escolas públicas da cidade de Nova York e em nível universitário. Em 1973, ela deixou de lecionar na escola pública para se dedicar à criação artística em tempo integral. Em 1995, ela foi abordada pela ACA Galleries para representação exclusiva e é representada por eles até hoje.

### Pintura
Ringgold começou sua carreira de pintora na década de 1950, após receber seu diploma. Seus primeiros trabalhos são compostos por figuras e formas planas. Ela foi inspirada pelos escritos de James Baldwin e Amiri Baraka, arte africana, impressionismo e cubismo para criar as obras que ela fez na década de 1960. Embora ela recebesse muita atenção com essas imagens, muitas de suas primeiras pinturas enfocavam o racismo subjacente nas atividades cotidianas; o que dificultou as vendas e inquietou galerias e colecionadores.:41 Essas obras também tinham base política e refletiam suas experiências durante o Renascimento do Harlem - temas que amadureceram durante o Movimento dos Direitos Civis e o Movimento das Mulheres.
Inspirando-se no artista Jacob Lawrence e no escritor James Baldwin, Ringgold pintou sua primeira coleção política chamada American People Series em 1963, que retrata o estilo de vida americano em relação ao Movimento dos Direitos Civis. American People Series ilustra essas interações raciais do ponto de vista feminino e questiona questões raciais básicas na América.:145Em um artigo de 2019 para a revista Hyperallergic, Ringgold explicou que sua escolha para uma coleção política vem da atmosfera turbulenta ao seu redor: “(...) era a década de 1960 e eu não podia agir como se tudo estivesse bem. Eu não conseguia pintar paisagens na década de 1960 – havia muita coisa acontecendo. Foi isso que inspirou a American People Series". Essa revelação resultou de seu trabalho ter sido rejeitado por Ruth White, dona de uma galeria em Nova York. Pinturas a óleo como For Members Only, Neighbours, Watching and Waiting e The Civil Rights Triangle também incorporam esses temas.
Em 1972, como parte de uma comissão patrocinada pelo Creative Artists Public Service Program, Ringgold instalou For the Women's House no Women's Facility em Rikers Island. O mural de grande escala é uma obra anticarcerária, composta por representações de mulheres em funções profissionais e funcionárias públicas, representando alternativas positivas ao encarceramento. As mulheres retratadas são inspiradas em extensas entrevistas que Ringgold realizou com presidiárias, e o design divide os retratos em seções triangulares – fazendo referência aos têxteis Kuba da República Democrática do Congo. Foi sua primeira comissão pública e amplamente considerada como seu primeiro trabalho feminista. Posteriormente, a obra inspirou a criação da Art Without Walls, organização que leva arte aos presídios.
Perto da abertura de sua apresentação para a American People, Ringgold também trabalhou em sua coleção chamada America Black (também chamada de Black Light Series) na qual ela experimentou cores mais escuras. Isso foi estimulado por sua observação de que "a arte ocidental branca era focada em torno da cor branca e luz/contraste/ chiaroscuro, enquanto as culturas africanas, em geral, usavam cores mais escuras e enfatizavam a cor em vez da tonalidade para criar contraste". Isso a levou a buscar "uma estética negra mais afirmativa".:162–164Sua série American People concluiu com murais de grande escala, como The Flag is Bleeding, US Postal Stamp Comemorating the Advent of Black Power People e Die. Esses murais deram a ela uma perspectiva mais nova e forte para suas futuras obras de arte.
Sua obra, Black Light Series #10: Flag for the Moon: Die Nigger, 1969 — que foi criada em resposta à primeira imagem do pouso da Apollo 11 na lua —  seria comprada pelo Chase Manhattan Bank. O trabalho chamou a atenção de David Rockefeller, o principal executivo do banco. Ele enviou alguns representantes para comprar uma peça, e eles perceberam, somente depois que a artista sugeriu que eles realmente lessem o texto de sua obra, que as estrelas e listras da bandeira americana, conforme representadas, também incorporavam opticamente a frase "DIE N****R". Em vez disso, os representantes compraram Black Light #9: American Spectrum. Em 2013, Black Light Series #10: Flag for the Moon: Die Nigger foi exibida na exposição individual da artista na ACA Galleries em Nova York, onde foi destacada pela artista e crítica Paige K. Bradley na primeira cobertura de uma exposição individual que Ringgold já havia recebido da Artforum até então, precedendo a própria crítica de Beau Rutland dois meses depois.
Na Coleção Francesa, uma série de vários painéis que aborda as verdades e mitologias do modernismo, Ringgold explorou uma solução diferente para superar o doloroso legado histórico de mulheres e homens de ascendência africana. Como a França era o lar da arte moderna na época, também se tornou a fonte para os artistas afro-americanos encontrarem sua própria identidade "moderna".:2
Durante a década de 1970, ela também fez um design de pôster "Free Angela" para os Panteras Negras, embora nunca tenha sido amplamente produzido. Ringgold afirmou que deu uma cópia do design para a própria Angela Davis.
Quanto ao lugar da pintura no conjunto de sua prática, a artista a considera seu “primeiro meio de expressão”, como observou em entrevista por ocasião de uma retrospectiva no New Museum de Nova York. Ela continua observando: "Meu trabalho é sempre autobiográfico - é sobre o que está acontecendo na época. Eu sempre faço o que é honesto comigo. Acho que todos os artistas deveriam tentar conhecer o mundo e expressar sentimentos sobre o que estão observando, o que é importante para eles. Meu conselho é: encontre sua voz e não se preocupe com o que as outras pessoas pensam".

### Colchas
Ringgold afirmou que trocou a pintura pelo tecido para fugir da associação da pintura com as tradições ocidentais/europeias. Da mesma forma, o uso de colchas permitiu sua defesa do movimento feminista, pois ela poderia simplesmente enrolar suas colchas para levar para a galeria, negando assim a necessidade de qualquer ajuda de seu marido.
Em 1972, Ringgold viajou para a Europa no verão de 1972 com sua filha Michele. Enquanto Michele foi visitar amigos na Espanha, Ringgold continuou na Alemanha e na Holanda. Em Amsterdã, ela visitou o Rijksmuseum, que se tornou uma das experiências mais influentes que afetaram seu trabalho maduro e, posteriormente, levaram ao desenvolvimento de suas pinturas em colchas. No museu, Ringgold encontrou uma coleção de pinturas nepalesas dos séculos XIV e XV, que a inspirou a produzir bordas de tecido em torno de seu próprio trabalho.
Quando ela voltou para os Estados Unidos, nasceu uma nova série de pinturas: The Slave Rape Series. Nessas obras, Ringgold assumiu a perspectiva de uma mulher africana capturada e vendida como escrava. Sua mãe, Willi Posey, colaborou com ela neste projeto, já que Posey era uma estilista e costureira popular do Harlem durante a década de 1950  e ensinou Ringgold a fazer colchas na tradição afro-americana. Essa colaboração acabou levando à sua primeira colcha, Echoes of Harlem, em 1980.:44–45Ringgold também aprendeu a arte de acolchoar em estilo afro-americano por sua avó, que por sua vez aprendeu com sua mãe, Susie Shannon, que era uma escrava.
Ringgold costurava suas histórias para serem ouvidas, já que na época ninguém publicava a autobiografia em que ela vinha trabalhando; tornando seu trabalho tanto autobiográfico quanto artístico. Em entrevista ao Crocker Art Museum, ela declarou: "Em 1983, comecei a escrever histórias em minhas colchas como uma alternativa. Dessa forma, quando minhas colchas eram penduradas para serem vistas ou fotografadas para um livro, as pessoas ainda podiam ler minhas histórias." Sua primeira história  em colcha Who's Afraid of Aunt Jemima? (1983) retrata a história de Aunt Jemima como uma dona de restaurante matriarca e revisa ficcionalmente "o estereótipo feminino negro mais difamado". Outra peça, intitulada Change: Over 100 Pounds Weight Loss Performance Story Quilt (1986), aborda o tema de "uma mulher que quer se sentir bem consigo mesma, lutando para [as] normas culturais de beleza, uma pessoa cuja inteligência e a sensibilidade política permite que ela veja as contradições inerentes à sua posição, e alguém que se inspire para levar todo o dilema para uma obra de arte".:9
A série de colchas da French Collection de Ringgold (1990–1997) enfoca mulheres afro-americanas históricas que se dedicaram a mudar o mundo (Sunflowers Quilting Bee at Arles). Ela também chama e redireciona o olhar masculino e ilustra o poder imersivo da fantasia histórica e da narrativa imaginativa infantil. Muitas de suas colchas inspiraram os livros infantis que ela fez mais tarde, como Dinner at Aunt Connie's House (1993) publicado pela Hachette Books, baseado em The Dinner Quilt (1988).

### Escultura
Em 1973, Ringgold começou a experimentar a escultura como um novo meio para documentar sua comunidade local e eventos nacionais. Suas esculturas variam de máscaras fantasiadas a esculturas macias penduradas e independentes, representando personagens reais e fictícios de seu passado e presente. Ela começou a fazer máscaras de mídia mista depois de ouvir seus alunos expressarem sua surpresa por ela ainda não incluir máscaras em sua prática artística.:198As máscaras eram pedaços de tela de linho pintados, frisados e tecidos com ráfia para os cabelos, e panos retangulares para vestidos com cabaças pintadas para representar os seios. Ela finalmente fez uma série de onze máscaras, chamada Witch Mask Series, em uma segunda colaboração com sua mãe. Esses trajes também poderiam ser usados, mas emprestariam ao usuário características femininas, como seios, barrigas e quadris. Em seu livro de memórias We Flew Over the Bridge, Ringgold também observa que nos rituais tradicionais africanos, os usuários da máscara seriam homens, apesar das características femininas da máscara.:200Nesta série, no entanto, ela queria que as máscaras tivessem uma "identidade espiritual e escultural".:199O duplo propósito era importante para ela: as máscaras podiam ser usadas e não eram apenas decorativas.
Depois da Witch Mask Series, ela mudou para outra série de 31 máscaras, a Family of Woman Mask Series em 1973, que homenageou mulheres e crianças que ela conheceu quando criança. Mais tarde, ela começou a fazer bonecas com cabeças de cabaças pintadas e fantasias (também feitas por sua mãe, que posteriormente a levaram a esculturas macias em tamanho real). A primeira desta série foi sua peça, Wilt, uma escultura de retrato de 2,20 metros do jogador de basquete Wilt Chamberlain. Ela começou com Wilt como uma resposta a alguns comentários negativos que Chamberlain fez sobre as mulheres afro-americanas em sua autobiografia. Wilt apresenta três figuras, o jogador de basquete com uma esposa branca e uma filha mestiça, ambas personagens fictícias. As esculturas tinham cabeças de casca de coco assadas e pintadas, espuma anatomicamente correta e corpos de borracha cobertos por roupas e penduradas no teto em linhas de pesca invisíveis. Suas esculturas macias evoluíram ainda mais para "máscaras de retrato" em tamanho real, representando personagens de sua vida e sociedade, de habitantes desconhecidos do Harlem a Martin Luther King Jr.. Ela descreve como os rostos mais tarde começaram a se deteriorar e tiveram que ser restaurados. Ela fez isso cobrindo os rostos com um pano, moldando-os cuidadosamente para preservar a semelhança.

### Arte performática
Como muitas das esculturas de máscaras de Ringgold também podiam ser usadas como fantasias, sua transição da fabricação de máscaras para a arte performática foi uma "progressão natural" autodescrita.:206Embora as peças de arte fossem abundantes nas décadas de 1960 e 1970, Ringgold foi inspirada pela tradição africana de combinar narrativa, dança, música, figurinos e máscaras em uma produção.:238Sua primeira peça envolvendo essas máscaras foi The Wake and Resurrection of the Bicentennial Negro. A obra foi uma resposta às comemorações do bicentenário americano de 1976; uma narrativa da dinâmica do racismo e da opressão do vício em drogas. Ela expressa a opinião de muitos outros afro-americanos — não havia "razão para comemorar duzentos anos da independência americana (...) por quase metade desse tempo estivemos na escravidão".:205A peça foi executada em mímica com música e durou trinta minutos, e incorporou muitas de suas pinturas, esculturas e instalações anteriores. Mais tarde, ela passou a produzir muitas outras peças de performance, incluindo uma performance autobiográfica solo chamada Being My Own Woman: An Autobiographical Masked Performance Piece, uma performance de história mascarada ambientada durante o Renascimento do Harlem chamada The Bitter Nest (1985), e uma peça para celebrar sua perda de peso chamada Change: Faith Ringgold's Over 100 Pound Weight Loss Performance Story Quilt (1986). Cada uma dessas peças foi multidisciplinar, envolvendo máscaras, fantasias, colchas, pinturas, contação de histórias, música e dança. Muitas dessas apresentações também foram interativas, pois Ringgold encorajou seu público a cantar e dançar com ela. Ela descreve em sua autobiografia, We Flew Over the Bridge, que suas peças performáticas não foram feitas para chocar, confundir ou irritar, mas sim "simplesmente outra maneira de contar minha história".:238

### Publicações
Ringgold escreveu e ilustrou 17 livros infantis. Seu primeiro foi Tar Beach, publicado pela editora Crown em 1991, baseado em sua colcha de mesmo nome. Por esse trabalho, ela ganhou o prêmio Ezra Jack Keats de novo escritor e o prêmio Coretta Scott King de ilustração. Ela também foi vice-campeã da Medalha Caldecott, o principal prêmio da American Library Association para ilustração de livros. Em seus livros ilustrados, Ringgold aborda questões complexas de racismo de maneira direta e esperançosa, combinando fantasia e realismo para criar uma mensagem edificante para as crianças.

## Ativismo
Ringgold foi ativista desde a década de 1970, participando de diversas organizações feministas e antirracistas. Em 1968, a colega artista Poppy Johnson e a crítica de arte Lucy Lippard fundaram o Ad Hoc Women's Art Committee com Ringgold e protestaram contra uma grande exposição de arte modernista no Whitney Museum of American Art. Os membros do comitê exigiram que as mulheres artistas representassem cinquenta por cento dos expositores e criaram distúrbios no museu assobiando, cantando sobre sua exclusão e deixando ovos crus e absorventes higiênicos no chão. Não apenas as mulheres artistas foram excluídas deste show, mas também nenhum artista afro-americano foi representado. Até Jacob Lawrence, artista da coleção permanente do museu, foi excluído.:41Depois de participar de mais atividades de protesto, Ringgold foi presa em 13 de novembro de 1970.:41
Ringgold e Lippard também trabalharam juntas durante a participação no grupo Women Artists in Revolution (WAR). Nesse mesmo ano, Ringgold e sua filha Michele Wallace fundaram Women Students and Artists for Black Art Liberation (WSABAL). Por volta de 1974, Ringgold e Wallace foram membros fundadores da National Black Feminist Organization. Ringgold também foi membro fundador do "Where We At" Black Women Artists, um coletivo de arte feminina com sede em Nova York associado ao movimento das artes negras. A exibição inaugural de "Where We At" apresentou soul food em vez de coquetéis tradicionais, exibindo um abraço de raízes culturais. O show foi apresentado pela primeira vez em 1971 com oito artistas e se expandiu para 20 em 1976.

Em 1972, Doloris Holmes, que entrevistou especificamente para o Archives of American Art, entrevistou Ringgold, onde ela foi questionada sobre uma exposição que ela "estaria envolvida", ao qual Ringgold elaborou;
"(...) esta é definitivamente a primeira exposição feminina negra em Nova York (...) nós temos esta exposição como resultado da nossa insistência, e como resultado do trabalho que a WSABAL iniciou. Este grupo não é um grupo de mulheres que são WSABAL. Este é o show do WSABAL, aliás. Este é um grupo de artistas, alguns dos quais nunca se apresentaram antes, alguns dos quais já."
Além disso, Ringgold foi questionada sobre sua vida como artista negra e suas opiniões sobre artistas negros do passado, ao qual ela conta a história de uma escultura criada por Augusta Savage. A escultura retrata dois escravos que se regozijam por terem sido libertados da escravidão. Apesar dos tons históricos e emocionais que esta escultura pretendia emitir, Ringgold destaca que a escultura foi, na verdade, feita com mármore, o que faz com que a escultura apareça na cor branca; "... você realmente não acha que essas pessoas são negras porque [Savage] ainda tinha a imagem branca em sua mente." Ringgold conta essa história para destacar o apagamento da verdadeira arte e história africana. Ringgold explica que admira a arte africana, "porque ela tenta captar o humor e o espírito da pessoa e visualizá-lo, em vez da redondeza humana e da flexibilidade da forma". Como uma jovem artista, Ringgold afirma que queria expressar seus sentimentos, anseios, etc., em vez de continuar criando obras de arte "suaves e sutis". Ringgold queria que sua obra de arte pudesse ser relatada por outras pessoas que a visualizassem, "e para confrontá-lo muito, espero, como a arte africana faz".

Em uma declaração sobre a representação negra nas artes, ela disse:
"Quando eu estava na escola primária, costumava ver reproduções da pintura de Horace Pippin de 1942 chamada John Brown Going to His Hanging em meus livros. Eu não sabia que Pippin era negro. Ninguém nunca me disse isso. Eu era muito, muito mais velha antes de descobrir que havia pelo menos um artista negro em meus livros de história. Apenas um. Agora isso não me ajudou. Isso não foi bom o suficiente para mim. Como é que eu não tinha essa fonte de poder? É importante. É por isso que sou uma artista negra. É exatamente por isso que digo quem sou.":62
Em 1988, Ringgold co-fundou o Coast-to-Coast National Women Artists of Color Projects com Clarissa Sligh. De 1988 a 1996, esta organização exibiu os trabalhos de mulheres afro-americanas nos Estados Unidos. Em 1990, Sligh foi um dos três organizadores da exposição Coast to Coast: A Women of Color National Artists' Book Project, realizada de 14 de janeiro a 2 de fevereiro de 1990, na Flossie Martin Gallery e, posteriormente, no Eubie Blake Center e no Artemesia Galeria. Ringgold escreveu a introdução do catálogo intitulada "History of Coast to Coast". Mais de 100 mulheres artistas negras foram incluídas. O catálogo incluía breves declarações de artistas e fotos de livros de artistas, incluindo obras de Sligh, Ringgold, Emma Amos, Beverly Buchanan, Elizabeth Catlett, Martha Jackson Jarvis, Howardena Pindell, Adrian Piper, Joyce Scott e Deborah Willis.

## Vida posterior e morte
Em 1987, Ringgold aceitou um cargo de professora no Departamento de Artes Visuais da Universidade da Califórnia em San Diego. Ela continuou a lecionar até 2002, quando se aposentou.
Em 1995, Ringgold publicou sua primeira autobiografia intitulada We Flew Over the Bridge. É um livro de memórias detalhando sua jornada como artista e eventos de vida, desde sua infância no Harlem e Sugar Hill, até seus casamentos e filhos, sua carreira profissional e realizações como artista. Dois anos depois, ela recebeu dois doutorados honorários, um em Educação pelo Wheelock College em Boston, e o segundo em Filosofia pelo Molloy College em Nova York.
Ela já recebeu mais de 80 prêmios e honrarias e 23 doutorados honorários.
Ela foi entrevistada para o filme !Women Art Revolution.
Ringgold morou com seu segundo marido, Burdette "Birdie" Ringgold, com quem se casou em 1962, em uma casa em Englewood, Nova Jersey, onde viveu e manteve um estúdio estável desde 1992.
Morreu em 13 de abril de 2024, aos 93 anos, em Englewood.

## Processo de direitos autorais contra BET
Ringgold foi a autora de um caso significativo de direitos autorais, Ringgold v. Black Entertainment Television. A Black Entertainment Television (BET) exibiu vários episódios da série de televisão Roc, na qual um pôster de Ringgold foi exibido em nove ocasiões, totalizando 26,75 segundos. Ringgold processou por violação de direitos autorais. O tribunal considerou a BET responsável, rejeitando uma defesa de minimis levantada pela BET, que argumentou que o uso do trabalho protegido por direitos autorais de Ringgold era tão mínimo que não constituía uma infração.

## Na cultura popular
- Uma nova escola primária e secundária em Hayward, Califórnia, Faith Ringgold School K-8, recebeu seu nome em 2007.
- Seu nome aparece na letra da música "Hot Topic" da banda Le Tigre.[50]
- Sua imagem está incluída no icônico pôster de 1972 , Some Living American Women Artists, de Mary Beth Edelson.[51]
- Ela é destaque no documentário de 2021 Black Art: In the Absence of Light.[52]

## Exposições selecionadas
Sua primeira exposição solo, American People, estreou em 19 de dezembro de 1967 na Spectrum Gallery. A mostra incluiu três de seus murais: The Flag is Bleeding, US Postal Stamp Comemorating the Advent of Black Power e Die. Ela queria que a abertura não fosse "outra toda branca", mas uma "refinada arte negra". Havia música e seus filhos convidaram os colegas. Mais de 500 pessoas compareceram à abertura, incluindo os artistas Romare Bearden, Norman Lewis e Richard Mayhew.
Em 2019, uma grande retrospectiva da obra de Ringgold foi montada pelas Serpentine Galleries de Londres, de 6 de junho a 8 de setembro. Este foi o primeiro show de Ringgold em uma instituição europeia. Sua primeira retrospectiva de carreira em sua cidade natal foi aberta no New Museum, em Nova York, em 2022, antes de viajar para o De Young Museum, em São Francisco.
Em 2021, o trabalho de Ringgold foi apresentado em Polyphonic: Celebrating PAMM's Fund for African American Art, uma mostra coletiva no Pérez Art Museum Miami que destaca artistas da coleção do museu adquirida por meio do PAMM Fund for African American Art, iniciativa criada em 2013. Junto com Faith Ringgold, entre os artistas expositores estavam Tschabalala Self, Xaviera Simmons, Romare Bearden, Juana Valdez, Edward Clark, Kevin Beasley e outros.
Ela foi incluída na exposição de 2022 Women Painting Women no Museu de Arte Moderna de Fort Worth.

## Obras notáveis em coleções públicas
- The American People Series #1: Between Friends (1963), Neuberger Museum of Art, Purchase, Nova York[59]
- The American People Series #4: The Civil Rights Triangle (1963), Glenstone, Potomac, Maryland[60]
- The American People Series #18: The Flag is Bleeding (1967), National Gallery of Art, Washington, DC[61]
- The American People Series #20: Die (1967), Museu de Arte Moderna, Nova York[62]
- Black Light Series #1: Big Black (1967), Pérez Art Museum Miami[63]
- Black Light Series #3: Soul Sister (1967), Museu de Belas Artes de Utah, Salt Lake City[64]
- Black Light Series #7: Ego Painting (1969), Art Institute of Chicago[65]
- America Free Angela (1971), Museu Nacional de História e Cultura Afro-Americana, Smithsonian Institution, Washington, DC[66]
- United States of Attica (1971-1972), Art Institute of Chicago;[67] Museus de Arte de Harvard, Cambridge, Massachusetts;[68] Hood Museum of Art, Hanover, New Hampshire;[69] Museu de Belas Artes, Houston;[70] Museu de Arte Moderna, Nova York;[71] e Whitney Museum, Nova York[72]
- For the Women's House (1972), Brooklyn Museum, Nova York (em empréstimo de longo prazo de Rikers Island, New York City Department of Correction[73]
- Lucy: The 3,5 Million Year Old Lady (1977), Minneapolis Institute of Art[74]
- Echoes of Harlem (1980), Studio Museum in Harlem, Nova York[75]
- Who's Afraid of Aunt Jemima? (1983), Glenstone, Potomac, Maryland[60]
- Street Story Quilt, Parts I-III: Accident, Fire, Homecoming (1985), Metropolitan Museum of Art, Nova York[76]
- Sonny's Bridge (1986), High Museum of Art, Atlanta[77]
- The Bitter Nest, Part I: Love in the School Yard (1987), Phoenix Art Museum[78]
- The Bitter Nest, Part II: The Harlem Renaissance Party (1987), Smithsonian American Art Museum, Smithsonian Institution, Washington DC[79]
- Dream 2: King and the Sisterhood (1988), Museu de Belas Artes, Boston[80]
- Woman on a Bridge #1 de 5: Tar Beach (1988), Museu Solomon R. Guggenheim, Nova York[81]
- Freedom of Speech (1990), Metropolitan Museum of Art, Nova York[82]
- Tar Beach 2 (1990), Museu de Arte da Filadélfia;[83] Academia de Belas Artes da Pensilvânia, Filadélfia;[84] e Museu de Belas Artes da Virgínia, Richmond[85]
- The French Collection Part I, #1: Dancing at the Louvre (1991), Gund Gallery, Kenyon College, Gambier, Ohio[86]
- The French Collection Part I, #5: Matisse's Model (1991), Baltimore Museum of Art[87]
- The French Collection Part I, #7: Picasso's Studio (1991), Worcester Art Museum, Massachusetts[88]
- Feminist Series #10: Of My Two Handicaps (1972/1993), Whitney Museum, Nova York[89]
- Crown Heights Children's History Story Quilt (1994), PS 22, New York City School Construction Authority[90]
- Flying Home: Harlem Heroes and Heroines (1996), estação da 125th Street, Metropolitan Transportation Authority, Nova York[91]
- The American Collection #4: Jo Baker’s Bananas (1997), National Museum of Women in the Arts, Washington, DC[92]
- The American Collection #5: Bessie's Blues (1997), Art Institute of Chicago[93]
- People Portraits: in Creativity; Performing; Sports and Fashion (2009), Civic Center/Grand Park station, Los Angeles County Metropolitan Transportation Authority[94]
- In the Classroom: Grace Hopper (2022), Grace Hopper College, Yale University, New Haven, Connecticut[95]

## Publicações
- Tar Beach, Nova York: Crown Books for Young Readers, 1991 (1ª ed.); Dragonfly Books (Crown), 1996.ISBN 978-0-517-88544-4
- Aunt Harriet's Underground Railroad in the Sky, New York: Crown Books for Young Readers, 1992 (1ª ed.); Dragonfly Books, 1995.ISBN 978-0-517-88543-7
- Dinner at Aunt Connie's House, Nova York: Hyperion Books for Children, 1993.ISBN 978-0-590-13713-3
- We Flew Over The Bridge: Memoirs of Faith Ringgold, Boston: Bulfinch Press (Little, Brown and Company), 1995 (1ª ed.); Durham, Carolina do Norte: Duke University Press, 2005.ISBN 978-0-8223-3564-1
- Talking To Faith Ringgold por Faith Ringgold, Linda Freeman e Nancy Roucher, Nova York: Crown Books for Young Readers, 1996.ISBN 978-0-517-70914-6
- Bonjour, Lonnie, Nova York: Hyperion Books for Young Readers, 1996.ISBN 978-0-7868-0076-6
- My Dream of Martin Luther King, Nova York: Dragonfly Books, 1996.ISBN 978-0-517-88577-2
- The Invisible Princess, New York: Crown Books for Young Readers, 1998 (1ª ed.); Nova York: Dragonfly Books, 2001.ISBN 978-0-440-41735-4
- If a Bus Could Talk: The Story of Rosa Parks, Nova York: Simon & Schuster Books for Young People, 1999 (1ª ed.); Aladdin Books (Simon & Schuster), 2001.ISBN 978-0-689-85676-1
- Counting to Tar Beach: A Tar Beach Board Book, New York: Crown Books for Young Readers, 1999.ISBN 978-0-517-80022-5
- Cassie's Colorful Day: A Tar Beach Board Book, New York: Crown Books for Young Readers, 1999.ISBN 978-0-517-80021-8
- Cassie's Word Quilt, New York: Knopf Books for Young Readers, 2002 (1ª ed.); Dragonfly Books, 2004;  Random House Children's Books, 2012.ISBN 978-0-553-11233-7
- Faith Ringgold: A View from the Studio por Curlee Raven Holton e Faith Ringgold, Boston: Bunker Hill Publishing em associação com o Allentown Art Museum, 2004.ISBN 9781593731786
- O Holy Night: Christmas with the Boys Choir of Harlem, New York: Amistad (HarperCollins), 2004.ISBN 978-1-4223-5512-1
- What Will You Do for Peace? Impact of 9/11 on New York City Youth, introdução de Faith Ringgold, Hamden, Connecticut: InterRelations Collaborative, 2004.ISBN 978-0-9761753-0-8
- The Three Witches de Zora Neale Hurston, adaptado por Joyce Carol Thomas, ilustrado por Faith Ringgold, Nova York: HarperCollins, 2006.ISBN 978-0-06-000649-5
- Henry Ossawa Tanner: His Boyhood Dream Comes True, Piermont, New Hampshire: Bunker Hill Publishing em associação com a Pennsylvania Academy of the Fine Arts, 2011.ISBN 9781593730925
- Bronzeville Boys and Girls (poesia) de Gwendolyn Brooks, ilustrado por Faith Ringgold, Nova York: Amistad, 2007 (1ª ed.); HarperCollins, 2015.ISBN 978-3948318130
- Harlem Renaissance Party, Nova York: Amistad, 2015.ISBN 0060579110
- A Letter to my Daughter, Michele: in response to her book, Black Macho and the Myth of the Superwoman, North Charleston, Carolina do Sul: CreateSpace Independent Publishing Platform, 2015 (escrito em 1980).ISBN 9781517572662
- We Came to America, Nova York: Knopf, 2016 (1ª ed.); Dragonfly Books, 2022.ISBN 978-0-593-48270-4
- Faith Ringgold: Politics / Power por Faith Ringgold, Michele Wallace e Kirsten Weiss, Berlin: Weiss Publications, 2022.ISBN 394-831813-1